# Никонов, Михаил Николаевич
Михаил Николаевич Никонов (16.01.1832—10.10.1902) — тайный советник, директор департамента личного состава и хозяйственных дел Министерства иностранных дел Российской империи.

## Биография
Михаил Никонов родился 16 сентября 1832 года; из дворян. Окончив курс в Санкт-Петербургском университете со степенью кандидата, вступил в службу 3 июля 1855 года в департамент хозяйственных и счетных дел Министерства иностранных дел, где он в том же году назначен младшим столоначальником, в 1866 году назначен старшим столоначальником, а в 1868 году делопроизводителем VII класса и удостоен Высочайшей награды за трехлетние труды по составлению «Справочной книги для должностных лиц центральных и заграничных установлении министерства иностранных дел».
В 1869 году назначен состоять в ведомстве этого министерства, а в 1873 году — делопроизводителем V класса в департаменте личного состава и хозяйственных дел, в 1874 году состоял членом от министерства иностранных дел в особой учрежденной при военном министерстве комиссии для разработки некоторых вопросов по воинской повинности. В том же году назначен представителем в Высочайшее учрежденную при Комитете призрения заслуженных гражданских чиновников комиссию для изыскания способов к увеличению и обеспечению финансовых средств комитета и для пересмотра действующих правил, какими руководствуется комитет при назначении пенсии и пособий лицам, прибегающим к его покровительству.
В 1875 году М. Н. Никонов состоял членом учрежденной при министерстве иностранных дел временной комиссии по установлению порядка взимания консульских пошлин и отчетности по ним. В 1878 году назначен членом в учрежденную по Высочайшему повелению при министерстве финансов комиссию для составления предположений о мерах к усилению доходов комитета о раненных, преобразованного затем в общество Красного креста. В том же году назначен уполномоченным во 2-е отделение Собственной Его Императорского Величества канцелярии для словесного соглашения 3-го тома Свода законов по вопросу об издании отдельно от Продолжении к Своду некоторых из предложений к статьям 3-го тома, входивших в состав прежнего издания, но исключенных из нового издания.
Со 2-го апреля 1884 года — директор департамента личного состава и хозяйственных дел, в том же году произведен за отличие в тайные советники. Со 2-го ноября 1895 года — член главной переписной комиссии.
Михаил Николаевич Никонов скончался 10 октября 1902 года и был похоронен Санкт-Петербурге на Новодевичьем кладбище рядом с могилами своих родителей.

## Коллекционирование
С 1887 года Никонов увлёкся коллекционированием живописи. Его собрание состояло из картин небольшого размера, иногда выполненных на дереве. В основном это были пейзажи и жанровые сцены современных испанских, итальянских и русских художников; немного французов и немцев. Среди наиболее известных – испанцы Хосе Вильегас и Франсиско Прадилья; живописец и архитектор Хосе Гальегос; братья Хуан Пабло и Аугусто Салинас; итальянцы Алессандро ла Вольпе и Лодовико Премацци; немцы Франц Ленбах и Карл Кронбергер. Русская живопись второй половины XIX века была представлена этюдами И. Е. Репина, Г. И. Семирадского, С. В. Бакаловича, Ф. А. Бронникова, А. А. Харламова, К. Е. Маковского, И. И. Шишкина, М. К. Клодта.
Будучи бездетным, свою коллекцию Никонов завещал своему сослуживцу, петербургскому коллекционеру Платону Вакселю. Тот, в свою очередь, в 1902 году разделил её на две части и передал около 60 картин, этюдов, акварелей и скульптур в
Академию художеств, а 38 картин — училищу живописи, ваяния и зодчества при Московском художественном обществе.

## Воспоминания современников
Никонов — типичный чиновник, проведший всю жизнь в стенах министерства и пользовавшийся весьма незавидной репутацией в денежных делах. 

## Награды
- Орден Святого Владимира 3-й степени (1872)[6]
- Орден Святого Станислава 1-й степени (1877)[6]
- Орден Святой Анны 1-й степени (1879)[6]
- Медаль «В память войны 1853—1856»[6]

- Орден Леопольда офицерский крест (1872, королевство Бельгия)[6]
- Орден Восходящего солнца 2-й степени (1879, Японская империя)[6]

- В 1879 году награждён за особые труды и услуги, оказанные Российскому обществу Красного Креста.

## Труды
- Справочная книга для должностных лиц центральных и заграничных установлений Министерства иностранных дел : Сост. по поруч. М-ва ин. дел. М. Никонов Санкт-Петербург : тип. Ретгера и Шнейдера, 1869